# Centrichter
Ein Centrichter war der oberste Beamte eines Centamtes und in dieser Funktion auch der vorsitzende Richter eines Centgerichtes.

## Definition
Die Aufgabe eines Centrichters bestand im Heiligen Römischen Reich (HRR) in der Ausübung der Hochgerichtsbarkeit. Wie im HRR üblich bestand dabei keine Trennung der Rechtsprechung von der Verwaltung, der Centrichter nahm also sowohl judikative, wie auch exekutive Aufgaben wahr. Der Centrichter war ursprünglich vom Bischof bestellt worden, später nahmen zumeist die Vögte der jeweiligen Ämter diese Funktion in Personalunion wahr. Unter Einbeziehung eines Schöffenkollegium hielt der Centrichter als vorsitzender Richter des Centgerichtes turnusmäßig Gerichtssitzungen ab, in denen straffällig gewordene Bewohner der Centbezirke abgeurteilt wurden. Als Exekutivorgan stand dem Centrichter der von ihm aufgebotene Ausschuss zur Verfügung. Dieser paramilitärisch organisierte Truppenverband wurde im Rahmen der Strafverfolgung zur Ergreifung von Straftätern eingesetzt. Das Bestimmungswort der Bezeichnung „Centrichter“ wurde von lateinisch centum („hundert“) abgeleitet, was auf die Zeit der Fränkischen Landnahme zurückging. Denn in dieser Zeit erfolgte die Ansiedlung der Kolonisten nach Hundertschaften.